# Đorđe Jovanović
Đorđe Jovanović (Leposavic, 15 de febrero de 1999) es un futbolista serbio que juega como delantero en el Maccabi Haifa F. C. de la Liga Premier de Israel.

## Trayectoria
Formado en el Partizán de Belgrado, llegó a debutar en el primer equipo. Durante la temporada 2017-18 anotó cuatro goles en 19 partidos. En agosto de 2018 abandonó el conjunto serbio para firmar por el equipo belga del K. S. C. Lokeren, donde marcó un único gol en los diez partidos que jugó.
El 31 de enero de 2019 se anunció su incorporación al Cádiz C. F. hasta junio de 2023. El 2 de septiembre de 2019 se anunció su cesión al Fútbol Club Cartagena durante la temporada 2019-20. El 20 de julio de 2020 el F. C. Cartagena logró el ascenso a la Segunda División de España tras eliminar al Atlético Baleares en la tanda de penaltis de la eliminatoria del play-off de ascenso.
Tras rescindir su contrato con el conjunto gaditano en octubre, regresó a Serbia para jugar en el F. K. Čukarički antes de fichar por el Maccabi Tel Aviv en febrero de 2022. Allí estuvo un año y medio y en agosto de 2023 fue traspasado al F. C. Basilea. En Suiza estuvo una temporada y en junio de 2024 regresó al Partizán de Belgrado como cedido. También a préstamo recaló en el Maccabi Haifa un año después.

## Selección nacional
El 5 de junio de 2022 debutó con la selección de Serbia en un encuentro de la Liga de Naciones de la UEFA 2022-23 ante Eslovenia que ganaron por cuatro a uno.

## Clubes
| Club                          | País    | Año       |
| ----------------------------- | ------- | --------- |
| Partizán de Belgrado          | Serbia  | 2016-2018 |
| K. S. C. Lokeren              | Bélgica | 2018-2019 |
| Cádiz C. F.                   | España  | 2019-2020 |
| F. C. Cartagena (cedido)      | España  | 2019-2020 |
| F. K. Čukarički               | Serbia  | 2021-2022 |
| Maccabi Tel Aviv F. C.        | Israel  | 2022-2023 |
| F. C. Basilea                 | Suiza   | 2023-     |
| Partizán de Belgardo (cedido) | Serbia  | 2024-2025 |
| Maccabi Haifa F. C. (cedido)  | Israel  | 2025-     |

## Palmarés

### Títulos nacionales
| Título              | Club                 | País   | Año  |
| ------------------- | -------------------- | ------ | ---- |
| Superliga de Serbia | Partizán de Belgrado | Serbia | 2017 |
| Copa de Serbia      | Partizán de Belgrado | Serbia | 2017 |
| Copa de Serbia      | Partizán de Belgrado | Serbia | 2018 |